# Chromatomyia scabiosarum
Chromatomyia scabiosarum is een vliegensoort uit de familie van de mineervliegen (Agromyzidae). De wetenschappelijke naam van de soort is voor het eerst geldig gepubliceerd in 1934 door de Meijere.